# Simon Wachsmuth
Simon Wachsmuth (* 1964 in Hamburg) ist ein Medien- und Konzeptkünstler.

## Leben
Simon Wachsmuth studierte Malerei und visuelle Mediengestaltung an der Hochschule für Angewandte Kunst in Wien. Er war dort Meisterschüler von Carl Unger und von Peter Weibel. Er studierte ebenfalls am Institut für Kommunikationstheorie bei Roy Ascott. 1989 gewann er die Auszeichnung Prix Ars Electronica in der Kategorie Computeranimation, 2003 wurde er mit dem Otto-Mauer-Preis ausgezeichnet. 2007 nahm er an der Documenta 12 in Kassel teil.
Simon Wachsmuth lebt und arbeitet in Berlin und in Wien. Er hatte Gastprofessuren an der Universität für Angewandte Kunst in Wien inne sowie an der Kunstakademie Prag (AVU) und der Bauhaus-Universität in Weimar.

## Ausstellungen

### Einzelausstellungen (Auswahl)
- 2018 Dramatization, Galerie Zilberman, Istanbul
- 2017 Acts of Description, Galerie Zilberman, Berlin
- 2015 Dokumente. Monumente., Belvedere 21, Wien
- 2014 Analogon, Musee de Valence and art3, Valence
- 2013 Signatures, Galerie Cora Hölzl, Düsseldorf
- 2011 Parathesis, Steinle Contemporary, München
- 2010 Aporia/Europa, Galerie im Taxispalais, Innsbruck
- 2008 Mnemosyne Steinle Contemporary, München
- 2008 Speculum, Archiv und Erzählung, Österreichisches Kulturforum, Prag
- 2007 A Way of Considering Two Things Together, Physicsroom, Christchurch, Neuseeland
- 2006 the things which I have seen, I now can see no more. Kunstraum Dornbirn, Dornbirn
- 2003 earlgrey. Galerie Cora Hölzl, Düsseldorf
- 2004 of copying, Galerie Hohenlohe und Kalb Wien
- 1996 Simon Wachsmuth, Ausstellungsraum Büchsenhausen, Innsbruck
- 1990 Galerie Gawlik und Schorm, Wien

### Teilnahme an Gruppenausstellungen (Auswahl)
- My Last Will July 2 to October 1, 2023 - Kunstsammlungen Chemnitz, Chemnitz ; May 24 to September 8, 2024 - Casino Luxembourg, City Luxembourg
- 2020 Requiem, Kunsthaus Dresden
- 2019 And Berlin will always need you, Gropiusbau, Berlin
- The Spirit of the Poet, Zentrum für Verfolgte Künste, Solingen
- Der Funke Gottes, Diözesanmuseum, Bamberg
- Sleeping with Vengeance, Württembergischer Kunstverein, Stuttgart
- 2018 Statues Also Die, Fondazione Sandretto re Rebaudegno und Ägyptisches Museum, Turin
- Warum Kunst?, Museum Ulm, Kunsthalle Weishaupt, Ulm
- 2017 A Thousand Roaring Beasts, Display Devices for a Critical Modernity, Centro Andaluz de Arte Contemporáneo, Sevilla
- Ist Eros der eben jetzt von mir beobachtete Planet?, Kunstverein Goldberg
- Spiegelnde Fenster - Reflexionen von Welt und Selbst, Belvedere 21, Österreichische Galerie Belvedere, Wien
- How to Picture Living Systems 2, Konrad Lorenz Institut für Evolutions- und Kognitionsforschung, Klosterneuburg/Wien
- 2016 body luggage, migration of gestures, Steirischer Herbst, Kunsthaus Graz
- Suzhou Documents, Suzhou Museum of Art, Silkmuseum, Suzhou/China
- Steinle Revisited, Neues Museum Nürnberg
- 2015 Trading Places, L40, Berlin
- 2014 Archaeologie?! Spurensuche in der Zeitgenössischen Kunst, Salzburg Museum
- 2013 Raum für Archive – wissen, speichern, nutzen, Haus für die Kunst, Stiftung Wortelkamp, Hasselbach
- 2013 On ne connaît les chiffres que d’un côté du plan, art3, Valence
- 2013 Einszehn, Zweizehn, Dreizehn, Kunstverein Friedrichshafen and Zeppelin-Museum, Friedrichshafen
- 2012 Lieber Aby Warburg, Was tun mit Bildern?, Museum für Gegenwartskunst Siegen
- 2012 Garden of Learning, Busan-Biennale, Süd-Korea
- 2012 Economy: Picasso, Musee Picasso, Barcelona* 2011
- 2011 Atlas - How to Carry the World on Ones Back, ZKM, Karlsruhe
- 2010 To The Arts, Citizens, Museo Serralves, Porto, Portugal
- 2010 Squatting, Temporäre Kunsthalle, Berlin
- 2010 Tanzimat, Augarten Contemporary, Wien
- 2010  Das ist Programm , Steinle Contemporary, München
- 2010  sette piccoli errori/seven little mistakes, Museo Marino Marini, Florenz
- 2009 What Keeps Mankind Alive, 11. Istanbul-Biennale, Istanbul
- 2009 Die Ruhe ist ein spezieller Fall der Bewegung, Kunstmuseum Vaduz/Liechtenstein
- 2009  Reduction & Suspense  Magazin4, Kunstverein Bregenz
- 2008  Brno Art Open, Öffentlicher Raum, Haus der Kunst, Brünn
- 2007 documenta 12, Kassel.
- 2007 Balance – Kunst in Heiligendamm. Bad Doberan.
- 2006 Grenzräume/Liminal Spaces. Galerie für Zeitgenössische Kunst, Leipzig.[1]
- 2006 Gegenstand. Badischer Kunstverein, Karlsruhe.
- 2005 Die Regierung – How do we want to be governed. Gezeigt im Miami Art Central, Miami und im Witte de With, Rotterdam.[2]
- 2005 Kritische Gesellschaften. Badischer Kunstverein, Karlsruhe.
- 2003 Formen der Organisation. Galerie der Hochschule für Grafik und Buchkunst, Leipzig, Galerija Skuc, Ljubljana.
- 2001 Das Subjekt und die Macht. Haus der Künstler, Moskau.
- 1994 Premio Furla. Fondazione Querini Stampalia, Venedig.
- 1993 Österreichisches Kulturinstitut, New York.
- 1992 Life between Artefact and Nature. 18. Triennale di Milano, Palazzo de´l Arte, Mailand.
- 1991 Bildlicht. Museum des Zwanzigsten Jahrhunderts, Wien.
- 1991 Die Augen der Minerva. Salzburger Kunstverein.

## Preise
- 2016 Outstanding Artist Award, Preis des Bundeskanzleramtes Wien
- 2016 Marta-Preis der Wemhöner-Stiftung, Museum Marta, Herford
- 2008 Arbeitsstipendium, Stiftung Kunstfonds Bonn
- 2003 Otto-Mauer-Preis
- 1989 Prix Ars Electronica, Auszeichnung für Computeranimation